# Konrad II Wirtemberski
Konrad II Wirtemberski (zm. 1143) – pan na Zamku Wirtemberg. Panował w latach 1110-1143.
Był synem niejakiego Werntruda oraz Liutgard siostry Konrada I. Po śmierci Konrada I odziedziczył zamek. Pojął za żonę Jadwigę. 12 maja 1110 roku wraz z małżonką podarował ziemię w okolicach Göppingen klasztorowi z Blaubeuren. W grudniu 1122 roku jako świadek cesarza Henryka V udał się do Spiry. Był tam tytułowany hrabią.